# 바브다

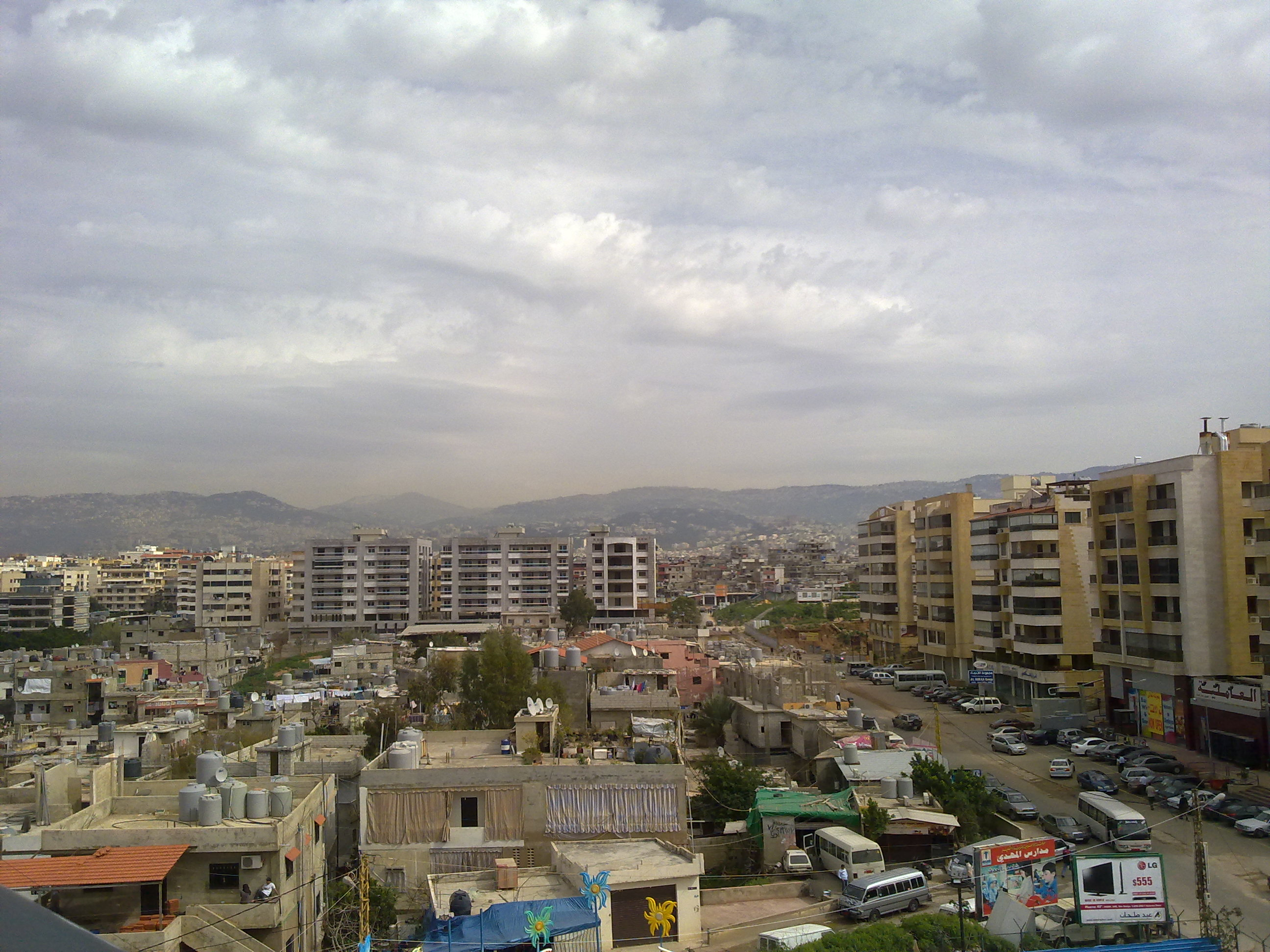

바브다(아랍어: بعبدا)는 레바논 서부에 위치한 도시로 레바논산주의 주도이며 면적은 10.52m2, 높이는 290m, 인구는 2,500명(2001년 기준)이다.